# Yekaterina Khramenkova
Yekaterina Khramenkova (Unión Soviética, 16 de octubre de 1956) es una atleta soviética retirada especializada en la prueba de maratón, en la que ha conseguido ser medallista de bronce europea en 1986.

## Carrera deportiva
En el Campeonato Europeo de Atletismo de 1986 ganó la medalla de bronce en la maratón, recorriendo los 42,195 km en un tiempo de 2:34:18 segundos, llegando a meta tras la portuguesa Rosa Mota y la italiana Laura Fogli (plata).
Además, en el año 1992 ganó la maratón de Madrid, con un tiempo de 2:35.30 segundos, y la de Lisboa, con un tiempo de 2:30.17 segundos.